# Suicune
Suicune (japanski: スイクン Suikun) jedan je od 1025 fiktivnih vrsta Pokémona iz medijske franšize Pokémon, skupa Pokémon videoigara, animiranih serija, manga stripova, knjiga, igraćih karata i drugih medija kojima je tvorac Satoshi Tajiri. Svrha je Suicunea u videoigrama, animiranoj seriji i manga stripovima, kao i svrha ostalih Pokémona, borba s divljim Pokémonima – neukroćenim stvorenjima koje igrači i likovi pronalaze dok kreću na razne avanture – i pripitomljenim Pokémonima drugih Pokémon trenera.
Suicuneovo europsko ime dolazi od njegova japanskog imena Suikun. Kombinacija je japanskih riječi  "sui" = voda, i "kun" = princ. Stoga, njegovo bi se ime doslovno moglo prevesti kao "vodeni princ", ili "princ vode", odnoseći se na njegovu prevlast nad elementom vode.

## Biološke karakteristike
Suicune je jedan od Legendarnih pasa (na koje se često odnosi i kao Legendarne zvijeri ili Legendarne mačke) u Johto regiji. Prema legendi, Legendarne je zvijeri reinkarnirao Ho-oh iz duha triju Pokémona koji su poginuli u požaru. Prema još jednoj legendi, vjeruje se da su ti Pokémoni bili Vaporeon (koji je kasnije reinkarniran u Suicunea), Flareon (reinkarniran u Enteia) i Jolteon (reinkarniran u Raikoua). Svaki od tri navedena Pokémona personificira jedan aspekt prirode; u ovom slučaju, Suicune predstavlja sjeverni vjetar, čistoću vode i destruktivnu silu, te u slijepom bijesu može izazvati tsunamije; no, u isto vrijeme, može biti predivan, graciozan, uzvišen, iscjeljujući i pročišćavajući, baš poput vode.
Za Suicunea se kaže da trči diljem svijeta toliko brzo da ga ni ljudsko oko ne može vidjeti. Nakon određenog vremena prestat će trčati, vjerojatno se pojavljujući ispred nekog trenera, a kako stane, zapuhat će sjeverni vjetar. Suicune trči tako velikom brzinom da može trčati i po vodi te na taj način doslovno pretrčati oceane s lakoćom. Kaže se da je Suicune u stalnoj potrazi za riznicom čiste, izvorske vode. Doduše, on sam ima moć pretvoriti bilo kakvu nakupinu vode u najčišću izvorsku vodu. Ima moć smjesta pročistiti prljavu, blatnu ili na bilo koji drugi način onečišćenu vodu u najčišću tekućinu samo prethodno stavivši svoju šapu u nju. Obično se pojavljuje u blizini područja prekrivenih vodom, ili u šumama. 
Dok se Entei i Raikou jasnije razlikuju (odnosno, jedan nalikuje na psa, a drugi na mačku), čini se da Suicune ima karakteristike i jednih i drugih. Moguće je da se Suicuneov lik temelji na hrtu (zbog svog vitkog tijela i velike brzine) ili lavu (zbog svoje valovite grive).

## U videoigrama
U igrama Pokémon Gold i Silver, Suicunea se može uhvatiti na isti način kao i ostala dvije Legendarne zvijeri, Raikoua i Enteia. Prvo, igrač mora probuditi zvijeri iz njihovog sna u podrumu Spaljenog tornja smještenog u gradu Ecruteaku. Nakon toga, Suicune će lutati diljem Johto regije, osim špilja i vodenih staza (iako je Suicune Vodeni Pokémon, te to ne bi bilo nimalo čudno).
Doduše, nakon što ga igrač sretne, Pokédex ga automatski registrira te kasnije može pokazati njegovu trenutnu lokaciju, dajući igraču šansu da ga strateški prati i uhvati. Suicune će promijeniti lokaciju na Johto karti nakon što igrač promijeni lokaciju. Ako igrač upotrijebi Letenje (Fly) kako bi došao na neki udaljeniji grad, Suicune će u potpunosti promijeniti lokaciju. Kada igrač dođe na istu lokaciju gdje se i Suicunea nalazi, on ili ona trebao bi temeljito pretražiti travu kako bi iz nje istjerao Suicunea. Svaki put kada ga igrač sretne, Suicune će pobjeći, ponekad i prije igračeva kruga. Suicune zadržava počinjenu štetu i status efekte, te će na kraju biti dovoljno oslabljen za hvatanje.
U Pokémon Crystal, Suicune je na neki način Pokémon zvijezda te igre, slično kao što je Pikachu zvijezda Pokémon Yellow igre, a Rayquaza Pokémon Emerald igre. Tajanstveni trener imena Eusine pojavljuje se nekoliko puta tijekom igre, trener koji ima veliku želju da uhvati Suicunea, te će se kasnije boriti s igračem za tu čast. Na kraju, Suicune će postati dostupan nakon što igrač dobije Bistro zvonce (Clear Bell) i uputi se prema Tin tornju. Tri stara trenera izazvat će igrača na borbu, i ako ih igrač uspije pobijediti, dopustit će mu prilazak Suicuneu, dajući mu šansu da ga uhvati. Ne nalik na prethodne dvije igre, Suicune u ovoj neće pobjeći tijekom borbe, što igraču daje nešto lakšu verziju hvatanja Legendarnog Pokémona. U obje prethodne igre, Suicune, Raikou i Entei imali su Riku (Roar), tehniku koja bi otjerala Pokémona i igrača ako se na njima upotrijebio napad poput Podmuklog pogleda (Mean Look) ili Paukove mreže (Spider Web). U Pokémon Crystal, Suicune više nema tu tehniku, već umjesto nje, poznaje tehniku Plesa kiše (Rain Dance), napad koji povećava moć Vodenih tehnika.
U Pokémon Colosseum videoigri, Suicune je Shadow Pokémon kojeg se može oteti od Venus, Administratorici Team Ciphera.
U Pokémon FireRed i LeafGreen, ako igrač izabere Charmandera za svog početnog Pokémona, Suicune će početi lutati Kanto regijom nakon što igrač pobijedi Elitnu četvorku po prvi put, i ako igrač dobije Nacionalni Pokédex, slično kao i u Gold i Silver igrama. Iako većina igrača to nije doživjela, Suicunea se može naći i tijekom surfanja po vodenim površinama diljem Kanto regije.
Suicune se pojavljuje kao šef u Pokémon Mystery Dungeon igrama.
Suicune se isto tako pojavljuje i u igri Pokémon Ranger u kojoj ispaljuje snažne Ledene zrake (Ice Beam) na igrača te može udvostručiti samoga sebe kako bi spriječio igrača da ga uhvati.
Kao Legendarni Pokémon, Suicuneove statistike prilično su impresivne. Njegovi Defense i Special Defense posebno se ističu te u kombinaciji s njegovim visokim HP statusom i činjenici da može naučiti Zrcalni ogrtač (Mirror Coat) pomažu Suicuneu da dugo opstane u borbi, dok njegova sposobnost Pritiska (Pressure) prisiljava protivnika na upravo suprotno od toga.
Suicune je veoma prihvaćen Pokémon u kompetitivnim borbama, a jedna od najdjelotvornijih strategija jest ona imena "Calm-cune", gdje tehnika Smirenog uma (Calm Mind) igra veću ulogu, zajedno sa Snom (Rest) i predmetom Ostataka (Leftovers), uz snažan Vodeni napad kao što je Surfanje (Surf). U ovoj strategiji, igrač može upotrijebiti Smireni um kako bi pojačao Suicuneov Special Attack i Special Defense, povremeno se zaustavljajući kako bi upotrijebio San ako Ostatci ne iscjeljuju Suicunea dovoljno brzo od fizičkih napada, a Surfanje je tu kako bi djelotvorno i brzo onesvijestio protivnikove Pokémone. Igrač može zamijeniti Surfanje s Pulsiranjem vode (Water Pulse). Povlaštena narav Suicunea jest Odvažna narav (Bold Nature). S ovim setom tehnika, Suicune postaje jedan od najboljih Pokémona u igrama.

## U animiranoj seriji
Suicune se prvi put pojavio u epizodi 119. Ash i prijatelji ugledaju ga na časak u trku, na početku njihova putovanja kroz Johto regiju, kao što je i Ash ugledao Ho-oha kada je tek započeo svoje Pokémon putovanje.
Suicune ima puno veću ulogu u filmu Pokémon 4Ever (Celebi: Voice of the Forest). Pomaže Celebiju u borbi protiv Iron Mask razbojnika, člana Tima Raketa. Koristi svoje moći pročišćavanja kako bi pročistio jezero gdje će Celebi moći iscijeliti svoje rane.
Nakon pojavljivanja u filmu, Suicune se pojavljuje u epizodi 229, smještenoj u gradu Ecruteaku. U epizodi se pojavljuje i trener iz videoigre, Eusine, koji upoznaje Asha i otkriva svoju opsesiju hvatanja Suicunea. Suicune se pojavi ispred Eusinea, ali ga ovaj ne uspije uhvatiti.     
U tematskoj pjesmi epizoda Pokémon: Master Quest, Suicune je prikazan uz sve ostale Legendarne Pokémone iz prve i druge generacije.
U tematskoj pjesmi epizoda Pokémon: Advanced Battle, Suicune trči uz Raikoua i Enteia, izbjegavajući napade Kyogrea i Groudona.